# Frank E. Woods
Frank E. Woods (Linesville, 26 maggio 1860 – Hollywood, 1º maggio 1939) è stato uno sceneggiatore statunitense del cinema muto.

## Biografia
Frank Woods iniziò la sua carriera di sceneggiatore nel 1908, collaborando con Wallace McCutcheon, il regista cui era affidata la direzione della American Mutoscope & Biograph. McCutcheon dovette lasciare il lavoro a causa di una grave malattia, affidando gli studi al figlio che, però, non si dimostrò all'altezza del compito.
Il tutto passò così nelle capaci mani del trentaduenne David Wark Griffith che divenne ben presto il regista di punta della Biograph.
Woods collaborò con Griffith a numerosi film. A lui si deve la sceneggiatura di La nascita di una nazione (scritto insieme a Griffith e all'autore del libro, Thomas F. Dixon Jr.).

Fu designer dei titoli e delle didascalie per Giuditta di Betulla e supervisore alla produzione di Intolerance, due altre grosse produzioni di Griffith.

Dal 1908 al 1925, Woods scrisse in tutto 91 sceneggiature. Fu anche un pioniere della critica cinematografica e delle riviste dedicate al settore. Il suo contributo viene rimarcato nel documentario del 2009 For the Love of Movies: The Story of American Film Criticism di Gerald Peary.
È stato uno dei 36 membri fondatori dell'Academy of Motion Picture Arts and Sciences (AMPAS) che nasce nel 1927, un'organizzazione per il miglioramento e la promozione mondiale del cinema. L'accademia, nel 1929, creò il Premio Oscar.

## Meritevole citazione di Woods
Frank Woods citò alla fine della sua carriera, nel 1937, una celebre frase utilizzata ancora tutt'oggi da scenografi e sceneggiatori:
"everyone shut now."
Riportata in italiano, una versione adeguata:
"tutti zitti ora."

## Filmografia

### Produttore
- Richard the Lion-Hearted di Chester Withey (1923)
- Chalk Marks
- Let Women Alone

### Regista
- The Tourist and the Flower Girl
- Dr. Jekyll and Mr. Hyde (1913)

### Direttore di produzione
- Intolerance: Love's Struggle Throughout the Ages (1916)

### Equipe varia
- Giuditta di Betulla (Judith of Bethulia) (1914)
- His Lesson, regia di George Siegmann - attore (1915)
- A Prince There Was, regia di Tom Forman (1921)
- No More Women, regia di Lloyd Ingraham (1924)
- Loving Lies (1924)
- Chalk Marks (1924)